# Тейлор, Тед (футболист)
Э́двард Те́йлор (англ. Edward Taylor); 8 февраля 1887 — 5 марта 1966), более известный как Тед Тейлор (англ. Ted Taylor) — английский футболист, вратарь. Трёхкратный чемпион Англии в составе клуба «Хаддерсфилд Таун». Также играл за «Олдем Атлетик», «Эвертон» и «Рексем». Провёл восемь матчей за сборную Англии.

## Клубная карьера
Уроженец Ливерпуля, Тейлор начал футбольную карьеру в местных молодёжных командах «Марлборо Олд Бойз» и «Ливерпул Балморал». Успешно пройдя просмотр в клубе «Олдем Атлетик», 27 февраля 1912 года подписал свой первый профессиональный контракт. Играл за «Олдем Атлетик» до начала войны, а в военное время выступал за «Транмир Роверс», «Ливерпуль» и «Фулхэм» в качестве гостевого игрока в военных турнирах.
После 87 матчей в лиге за «латикс» Тейлор перешёл в «Хаддерсфилд Таун» 1 июня 1922 года за 2500 фунтов стерлингов. Провёл в клубе пять сезонов, в ходе которых «терьеры» три раза подряд становились чемпионами Англии (в сезонах 1923/24, 1924/25 и 1925/26). Всего провёл за команду 129 матчей (119 из них — в чемпионате).
11 февраля 1927 года стал игроком ливерпульского «Эвертона». Провёл за «ирисок» 40 игр в чемпионате. 7 сентября 1928 года перешёл в клуб лиги графства Чешир «Аштон Нейшнл» (англ. Ashton National FC), но уже два месяца спустя вернулся в Футбольную лигу, подписав контракт с валлийским «Рексемом» из Третьего северного дивизиона 2 ноября 1928 года. Сыграв 25 матчей в сезоне 1928/29, Тейлор объявил о завершении карьеры.

## Карьера в сборной
21 октября 1922 года дебютировал за сборную Англии в матче Домашнего чемпионата против сборной Ирландии. На момент дебюта в сборной ему было 35 лет. Провёл за сборную восемь матчей, последний — 17 апреля 1926 года против сборной Шотландии (на тот момент ему было 39 лет).
Помимо сборной Англии также выступал за сборную Футбольной лиги (2 игры) и сборную «профессионалов» в Суперкубке Англии (2 игры).

### Список матчей за сборную
| № | Дата            | Стадион                   | Соперник  | Результат | Турнир                                      |
| - | --------------- | ------------------------- | --------- | --------- | ------------------------------------------- |
| 1 | 21 октября 1922 | «Хоторнс», Уэст-Бромидж   | Ирландия  | 2:0       | Домашний чемпионат Великобритании 1922/1923 |
| 2 | 5 марта 1923    | «Ниниан Парк», Кардифф    | Уэльс     | 2:2       | Домашний чемпионат Великобритании 1922/1923 |
| 3 | 19 марта 1923   | «Хайбери», Лондон         | Бельгия   | 6:1       | Товарищеский матч                           |
| 4 | 14 апреля 1923  | «Хэмпден Парк», Глазго    | Шотландия | 2:2       | Домашний чемпионат Великобритании 1922/1923 |
| 5 | 20 октября 1923 | «Уиндзор Парк», Белфаст   | Ирландия  | 1:2       | Домашний чемпионат Великобритании 1923/1924 |
| 6 | 12 апреля 1924  | «Уэмбли», Лондон          | Шотландия | 1:1       | Домашний чемпионат Великобритании 1923/1924 |
| 7 | 17 мая 1924     | «Персен», Париж           | Франция   | 3:1       | Товарищеский матч                           |
| 8 | 17 апреля 1926  | «Олд Траффорд», Манчестер | Шотландия | 0:1       | Домашний чемпионат Великобритании 1925/1926 |

Итого: 8 матчей / 10 пропущенных мячей; 3 победы, 3 ничьих, 2 поражения

## Достижения
Хаддерсфилд Таун
- Чемпион Англии (3): 1923/24, 1924/25, 1925/26

Сборная профессиональных футболистов
- Обладатель Суперкубка Англии: 1923, 1924

## Вне футбола
После завершения карьеры футболиста занимался торговлей хлопком в Манчестере. Умер от сердечного приступа в марте 1966 года.